# Otto Arpke
Otto Arpke, né le 16 octobre 1886 à Brunswick et mort le 4 décembre 1943 à Berlin, est un peintre, lithographe, graphiste et illustrateur allemand. Il est réputé pour ses affiches.

## Biographie
Issu d'un milieu d'artisans d'art, Otto Arpke entre à l'école des arts appliqués de Hanovre, où, durant cinq ans, il acquiert les techniques de la lithographie. En 1905, il part pour Düsseldorf afin de suivre les cours du peintre August Schlueter (1858-1928), et deux ans plus tard, il s'installe à Bruxelles et y travaille comme décorateur. Il ouvre ensuite un atelier à Berlin et croise la route d'Emil Orlik et Paul Scheurich (de) (1883-1945), lesquels influencent son art. Après la Première Guerre mondiale durant laquelle il est mobilisé, il devient un pacifiste affirmé. De retour à Berlin, il fonde en 1919 une agence de graphisme avec Erich Ludwig Stahl (de) (1882-1943), sous le nom de Stahl & Arpke OHG, qui perdure jusqu'en 1923. Le duo signe alors de nombreuses affiches lithographiées dont une série pour le film Le Cabinet du docteur Caligari. Il ouvre ensuite son propre atelier berlinois, employant jusqu'à dix personnes. En 1928, il conçoit l'Arpke Antiqua, une police d'écriture originale. Rattaché au courant de la Nouvelle Objectivité, il produit de nombreuses affiches pour des sociétés comme Hapag, la Lufthansa et des évènements comme l'Internationale Pelzfach-Ausstellung (« Salon international de la fourrure », Leipzig, été 1930) ou l'Internationale Automobil-Ausstellung (Berlin, 1933). Il collabore à la revue mensuelle Die Neue Linie imaginée en 1929 à Leipzig par László Moholy-Nagy et Herbert Bayer. Il devient à partir de 1928 professeur de graphisme à l'académie des arts et métiers de Mayence. En 1932, à Berlin, il collabore à Contempora, une école privée orientée par les arts de la mode, fondée par Fritz August Breuhaus. En 1933, avec l'arrivée du nazisme, Otto Arpke est démis de ses fonctions à Mayence, dénoncé comme « activiste bolchévique » par ses collègues.
En 1934, le peintre George Grosz lui conseille de quitter l'Allemagne, mais Otto refuse. Il trouve un nouveau poste d'enseignant à la Fachschule für Werbung und Gestaltung Berlin (« école technique de publicité et de design de Berlin », FWGB) où il dirige le département de graphisme. Il reçoit encore quelques commandes officielles, pour entre autres la Deutsche Luftschiffahrts-AG (DELAG), compagnie aérienne gérant les Zeppelins, dont le LZ 129 Hindenburg pour lequel il conçoit la décoration intérieure avec Breuhaus, et enfin l'une des affiches des Jeux olympiques de Berlin (1936). Entre 1939 et 1941, la FWGB sert d'atelier clandestin pour fabriquer des tracts anti-hitlériens. Otto et son épouse Ruth ont par ailleurs aider plusieurs familles juives à fuir le pays.
Il meurt d'une crise cardiaque le 4 décembre 1943 à Berlin.

## Choix d'œuvres

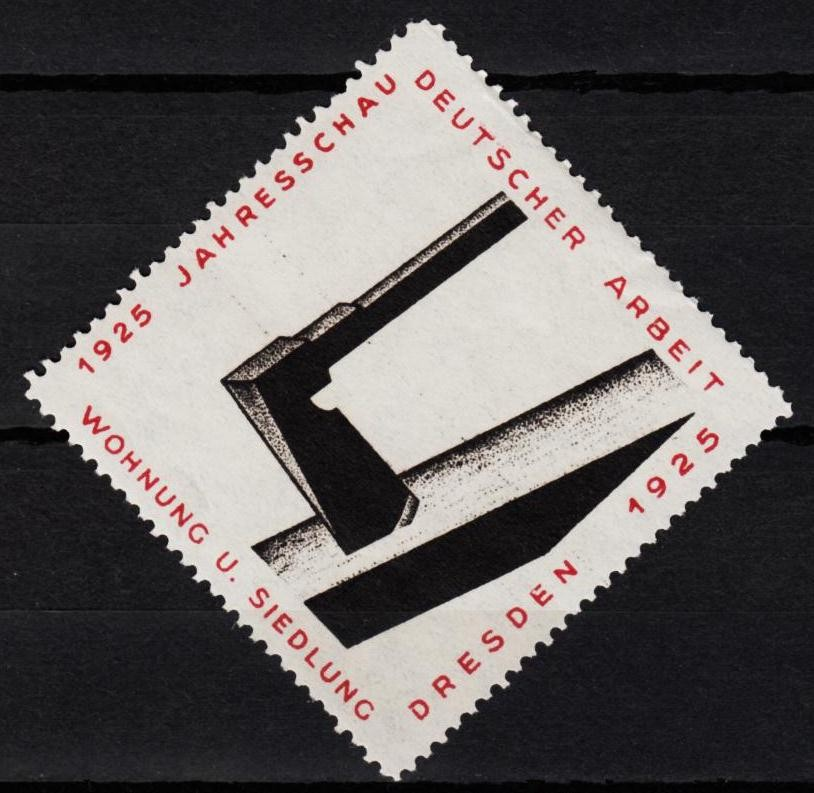
Timbre-réclame (Jahresschau Deutscher Arbeit Wohnung und Siedlung, Dresde, 1925)
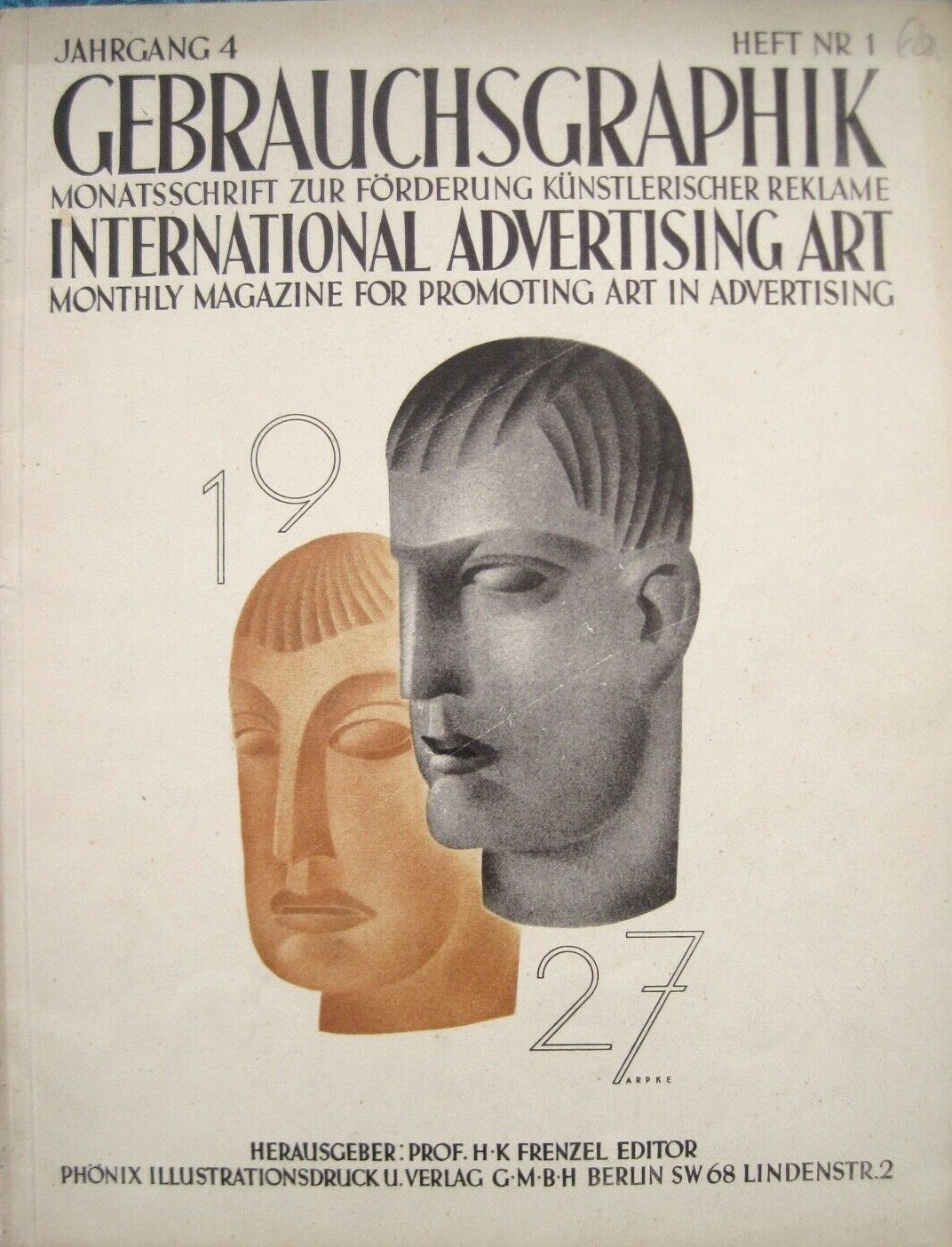
Magazine Gebrauchsgraphik, couverture, 1927.
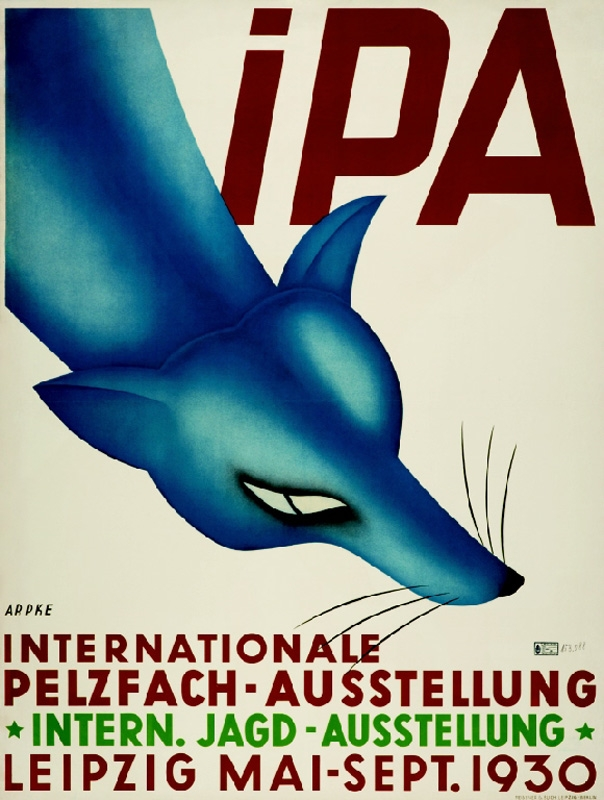
Affiche pour l'IPA (Leipzig, 1930)
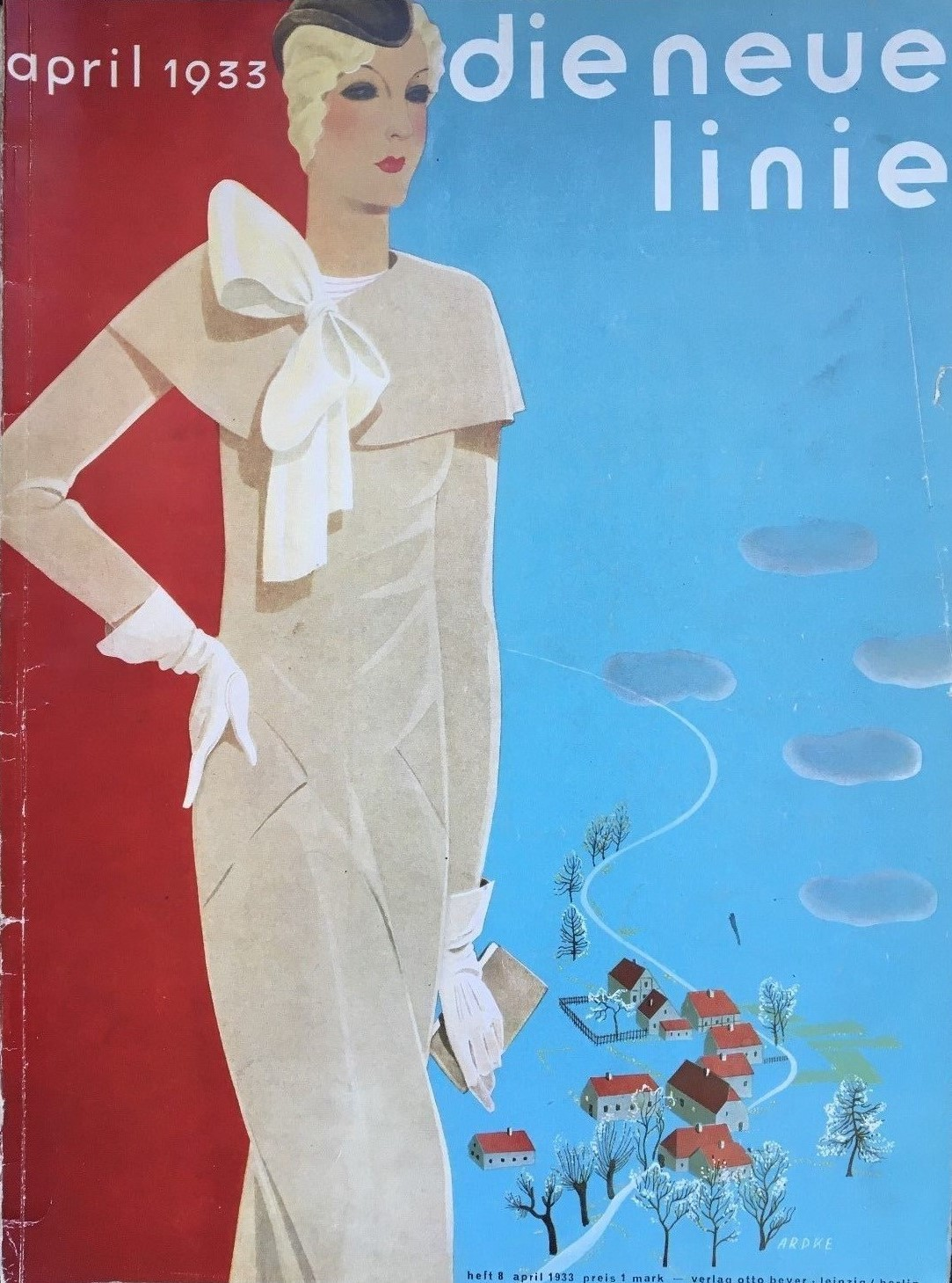
Die Neue Linie, couverture, avril 1933